# M.O.N.ST@R/カラフルスターライト
「M.O.N.ST@R/カラフルスターライト」（モンスター/カラフルスターライト）は、Cheeky Paradeの5枚目のシングル。2015年7月15日にiDOL Streetから発売された。

## 概要
「CD+Blu-ray盤」、「HMV・Loppi限定盤」、「イベント・mu-mo限定盤」の3形態で発売。
前作までは「CD+Blu-ray盤」と「HMV・Loppi限定盤」には初回特典として握手会イベント参加券が封入されていたが、本作では封入されなかった。また、前作ではミュージックカードが発売されたが、本作では発売されていない。
音楽配信ではiTunes Store、レコチョク、mora等のデジタル・ダウンロード、Apple Music、レコチョク Best、AWA、LINE MUSIC等のサブスクリプション(定額聞き放題)型サービスとも7月8日に先行配信された。
「M.O.N.ST@R」とは "Manifest Of No.1 ST＠R" (No.1への宣言)の略である。2015年4月29日にNHKホールで行われた「iDOL Street Carnival 2015 〜GOLDEN PARADE!!!!!〜」で初披露された。Cheeky Paradeはこの曲を引っさげて、5月1日から6月14日にかけて全国9都市をまわるライブハウスツアー『Cheeky Parade LIVE HOUSE TOUR〜Cheeky Boot Camp〜』を開催。MVはこのときのライブの模様を中心に編集して制作されている。
「カラフルスターライト」は、そのライブハウスツアーの集大成として6月28日に赤坂BLITZで行われた『Cheeky Parade LIVE 2015「Cheeky MONSTER〜腹筋大博覧會〜」』で初披露された。この曲では渡辺亜紗美が初めてEメロを担当することになった。MVも制作されYouTube上で公開されている(パッケージ化はされていない)。サビの振り付けが1990年代前半に一世を風靡したジュリアナ東京でのボディコン女性がジュリ扇（羽付き扇子）を振り回して踊る様子に似ていた縁で、7月18日にららぽーと豊洲で行われた『「M.O.N.ST@R」発売記念ミニライブ』で荒木師匠と共演。8月30日に行われたa-nation stadium fes.にオープニングアクトとして出演した際は「カラフルスターライト」が演奏された。
9月27日付けのオリコンデイリーチャートで「M.O.N.ST@R/カラフルスターライト」が突然5位にランキングされ、発売週から7週間も経っているにも関わらず10月5日付けのウィークリーチャートでも31位にジャンプアップした。

## 収録曲

### CD+Blu-ray盤
1. M.O.N.ST@R
作詞：R.o.C　作曲・編曲：HIKIE
2. カラフルスターライト
作詞：RESiA209　作曲・編曲：木之下慶行

Blu-ray
1. M.O.N.ST@R -LIVE Ver- (Music Video)

### HMV・Loppi限定盤
1. M.O.N.ST@R
2. カラフルスターライト
3. Glory Days
作詞：PA-NON　作曲:鈴木まなか、Carios K.　編曲：宇佐美宏
  - 1stアルバム「Cheeky Parade I」に収録の「Happy Days」のセルフカバー。アレンジだけでなく歌詞も若干変更されている。

### イベント・mu-mo限定盤
1. M.O.N.ST@R
2. カラフルスターライト
3. M.O.N.ST@R (Instrumental)
4. カラフルスターライト (Instrumental)

## イベント
本作では握手会のみを実施するリリース週の訪店イベントは行われなかった。
| 日程          | 公演名                                                                            | 会場                     | 備考                                                                      |
| ------------- | --------------------------------------------------------------------------------- | ------------------------ | ------------------------------------------------------------------------- |
| 2015年5月4日  | 「M.O.N.ST@R」発売記念ミニライブ＋握手会                                          | 東武百貨店池袋店         | 各日2回公演                                                               |
| 2015年5月10日 | 「M.O.N.ST@R」発売記念ミニライブ＋握手会                                          | ダイバーシティ東京プラザ | 各日2回公演                                                               |
| 2015年5月23日 | 「M.O.N.ST@R」発売記念ミニライブ＋握手会                                          | ららぽーと柏の葉         | 各日2回公演                                                               |
| 2015年5月24日 | 「M.O.N.ST@R」発売記念ミニライブ＋握手会                                          | ラゾーナ川崎プラザ       | 各日2回公演                                                               |
| 2015年7月4日  | 「M.O.N.ST@R」発売記念ミニライブ＋握手会                                          | アリオ上尾               | 各日2回公演                                                               |
| 2015年7月15日 | 発売記念リリース週イベント                                                        | タワーレコード渋谷店     | ミニライブ・握手会。                                                      |
| 2015年7月18日 | 発売記念リリース週イベント                                                        | ららぽーと豊洲           | ミニライブ・握手会。2回公演。                                             |
| 2015年7月19日 | 発売記念リリース週イベント                                                        | ららぽーと富士見         | ミニライブ・握手会。2回公演。                                             |
| 2015年7月26日 | 『M.O.N.ST@R／カラフルスターライト』発売記念 mu-moショップ／S.P.Cショップイベント | プレミアホール           | 個別撮影会(3部制)とグループ握手会。グループ握手会のみ当日販売も行われた。 |
| 2015年8月9日  | 『M.O.N.ST@R／カラフルスターライト』発売記念 mu-moショップ／S.P.Cショップイベント | サンライズビル           | 個別撮影会(3部制)。第2部と第3部は当日販売も行われた。                     |
| 2015年9月6日  | 『M.O.N.ST@R／カラフルスターライト』発売記念 mu-moショップ／S.P.Cショップイベント | イオンモール川口前川     | 個別サイン会とグループ握手会。グループ握手会のみ当日販売も行われた。      |

※他、各イベントにおいてCD予約購入者対象の握手会も開催された。